# Air Kelian
Air Kelian is een bestuurslaag in het regentschap Ogan Komering Ulu Selatan van de provincie Zuid-Sumatra, Indonesië. Air Kelian telt 523 inwoners (volkstelling 2010).